# Sika (Gambia)
Sika (Namensvarianten: Sika Baduma, Sika Bajonki) ist eine Ortschaft im westafrikanischen Staat Gambia.
Nach einer Berechnung für das Jahr 2013 leben dort etwa 1069 Einwohner, das Ergebnis der letzten veröffentlichten Volkszählung von 1993 betrug 856.

## Geographie
Sika liegt am nördlichen Ufer des Gambia-Flusses in der North Bank Region, Distrikt Upper Niumi. Der Ort liegt an einer Straße, die von Albreda nach Osten führt, Albreda liegt rund fünf Kilometer westlich von Sika.
Rund vier Kilometer südöstlich liegt der Sika Point.